# Кастелпото
Кастелпо̀то (на италиански: Castelpoto) е село и община в Южна Италия, провинция Беневенто, регион Кампания. Разположено е на 293 m надморска височина. Населението на общината е 1370 души (към 2010 г.).